# Ogawa Mimei

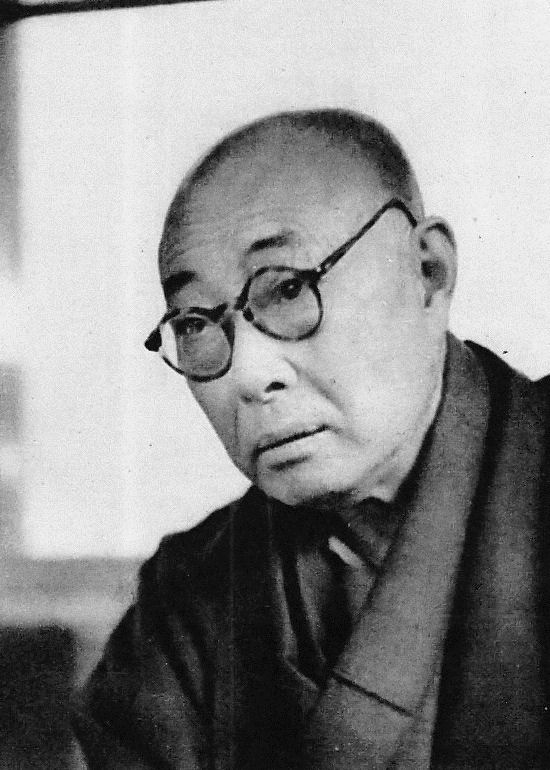
Ogawa Mimei

Ogawa Mimei (japanisch 小川 未明, Ogawa Mimei, eigentlich Ogawa Kensaku; * 1882 in Takada in der jap. Präfektur Niigata; † 1961 in Tokio) ist Autor von Erzählungen, Kindergeschichten und Märchen.

## Leben
Ogawa Mimei studierte englische Literatur an der Universität Waseda. Im Jahr 1905 veröffentlichte Ogawa erste literarische Arbeiten. Waseda war zu der Zeit das akademische Zentrum des japanischen Naturalismus. Da Ogawa dem Ideal der Romantik zuneigte, blieb sein schriftstellerischer Erfolg zunächst aus. 1910 veröffentlichte er erste Märchen.

## Werk

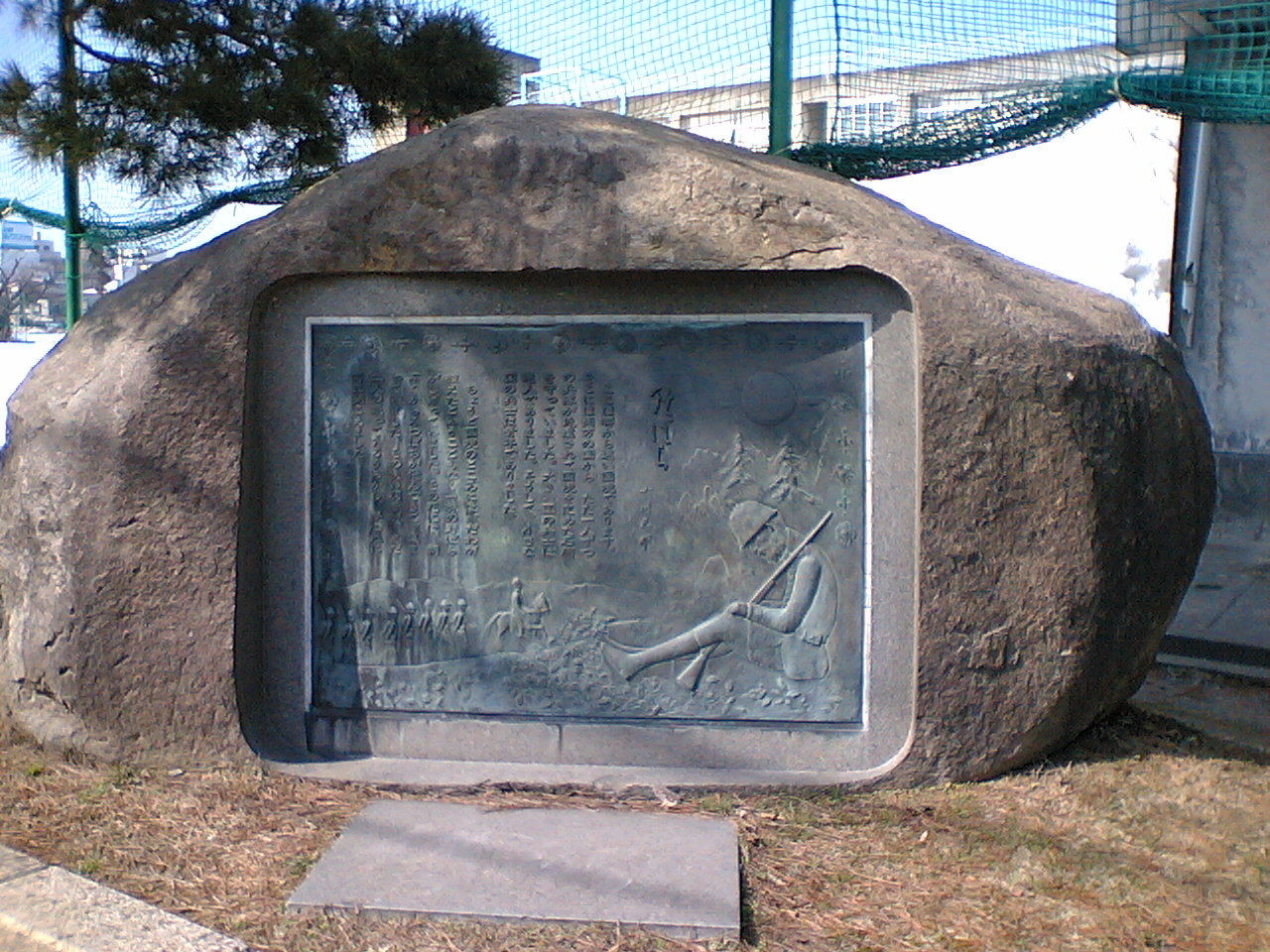
Gedenkstein für Ogawa Mimei hinter der Sporthalle einer Grundschule in Jōetsu mit einem Ausschnitt aus dem Gedicht „Nobara“

In seinen Märchen spiegeln sich natürliche Romantik und reine Liebe wider. Ogawa ist in Japan bekannt als Begründer der modernen Kinderliteratur. Seine Bedeutung ist vergleichbar mit der Hans Christian Andersens. Ogawas Erzählungen sind oft ergreifend und von beträchtlicher künstlerischer Vollendung. Sie trugen dazu bei, in Japan einen neuen Maßstab für Kinder- und Jugendliteratur aufzustellen. Ogawa wählt für seine Kindergeschichten vor allem Stoffe aus dem Alltag; viele geben seine starke soziale Anteilnahme wieder.
Ogawas Besonderheit liegt im Ausdruck religiöser und philosophischer Symbolik, die einen immerwährenden Kreislauf des Lebens aufzeigt. Der Tod ist nicht endgültig.
1946 erhielt er den Noma-Literaturpreis.

### Auswahl
- Kūchū no geitô (空中の芸当)
  - dt. Wette im Äther, aus dem Englischen übersetzt von Monique Humbert, in: Nippon, 1965, S. 215–238